# Scala pitagorica
| Intervallo       | Rapporto |
| ---------------- | -------- |
| Unisono          | 1:1      |
| Seconda maggiore | 9:8      |
| Terza maggiore   | 81:64    |
| Quarta giusta    | 4:3      |
| Quinta giusta    | 3:2      |
| Sesta maggiore   | 27:16    |
| Settima maggiore | 243:128  |
| Ottava           | 2:1      |

La scala pitagorica (a volte impropriamente detta temperamento pitagorico) è il sistema musicale usato nella musica antica per la costruzione della scala.

## Storia
Ancorché, secondo alcuni studiosi, essa fosse conosciuta ed utilizzata in Mesopotamia fin dal IV millennio a.C., nella tradizione occidentale è attribuita dai trattatisti europei medievali a Pitagora; fu utilizzata nell'antichità in Grecia e nell'Oriente: in Cina e poi in Giappone.
Il sistema pitagorico fu adottato nella musica occidentale medievale: esso soddisfaceva le esigenze della composizione monodica e della polifonia medievale, in cui gli accordi conclusivi contenevano solo ottave e quinte. Nel corso del XV secolo si affermò un uso sempre più frequente degli intervalli armonici di terza e sesta, che nella scala pitagorica risultano poco consonanti. Tuttavia nella scala pitagorica cromatica (di dodici suoni, con l'aggiunta delle note alterate Do♯, Mi♭, Fa♯, Sol♯ oppure La♭, Si♭) si può ascoltare una terza maggiore quasi perfettamente consonante fra le note Fa♯ e Si♭ (in effetti si tratta di una quarta diminuita e non di una terza maggiore). Si può congetturare che gli strumentisti iniziassero quindi a modificare empiricamente l'accordatura dei loro strumenti, alterando gli intervalli di quinta, per ottenere la stessa consonanza fra i veri intervalli di terza maggiore. Nel XVI secolo il teorico Gioseffo Zarlino nel suo Le istitutioni harmoniche (1558) propose di utilizzare gli intervalli consonanti della scala naturale, ossia — oltre alle quinte e quarte pitagoriche — le terze maggiori rappresentate dal rapporto 5/4 e quelle minori rappresentate dal rapporto 6/5. Il primo dei due intervalli compariva già nel temperamento mesotonico, che nel XVI secolo soppiantò la scala pitagorica come metodo di accordatura degli strumenti.

## Caratteristiche
Si fonda sulla progressione degli intervalli di quinta con trasposizione dei suoni acuti all'ottava di partenza. Per esempio cominciando dal Do2 si costruisce la progressione
delle quinte (Sol2, Re3, La3, Mi4, Si4) e si dividono per un'ottava le note che si trovano ad ottave superiori a quella di partenza (Re3 diventa Re2, La3 diventa La2 e così via). Per ottenere il Fa si scende invece di una quinta (Fa1) e si sale di un'ottava in modo da ricondursi all'ottava di partenza (Fa1 diventa Fa2).
La seguente tabella mostra un esempio di scala maggiore pitagorica
(intervalli espressi in cent)
| Grado della scala | Scala pitagorica | Interv. | Nome interv. |
| ----------------- | ---------------- | ------- | ------------ |
| I                 | 0                | -       | -            |
| II                | 204              | 204     | Tono         |
| III               | 408              | 204     | Tono         |
| IV                | 498              | 90      | Semitono     |
| V                 | 702              | 204     | Tono         |
| VI                | 906              | 204     | Tono         |
| VII               | 1110             | 204     | Tono         |
| VIII              | 1200             | 90      | Semitono     |

La scala musicale costruita secondo lo schema pitagorico è quindi basata con rigore matematico sull'intervallo di quinta (rappresentato dal rapporto 3/2) e di ottava (rapporto 2/1). Le due principali conseguenze di ciò sono:
- uniformità: vi sono solo due tipi di intervallo fra note consecutive: il tono (sintetizzato dal rapporto 9/8) e il semitono, detto limma (rapporto 256/243);
- consonanza degli intervalli di ottava e quinta.